# Bùi Công Bửu
Bùi Công Bửu là một chính khách người Việt Nam. Ông từng là Chủ tịch Hội đồng nhân dân tỉnh Cà Mau.

## Giáo dục
Ông Bùi Công Bửu từng học tập tại Trường phổ thông Lý Tự Trọng của Khu ủy Khu Tây Nam bộ.

## Sự nghiệp
Chiều ngày 7 tháng 12 năm 2010, tại kỳ họp thứ 18 HĐND tỉnh Cà Mau khóa VII, đã miễn nhiệm chức danh Chủ tịch UBND tỉnh đối với ông Bùi Công Bửu để nhận nhiệm vụ mới (Phó Bí thư thường trực Tỉnh ủy) và bầu bổ sung ông Phạm Thành Tươi, Phó Bí thư Tỉnh ủy, Phó Chủ tịch UBND tỉnh, giữ chức danh Chủ tịch UBND tỉnh Cà Mau khóa VII nhiệm kỳ 2004–2011.
Ngày 16 tháng 6 năm 2011, kỳ họp lần thứ nhất HĐND tỉnh Cà Mau khóa VIII, nhiệm kỳ 2011-2016 đã bầu ông Bùi Công Bửu, Phó Bí thư thường trực Tỉnh ủy, làm Chủ tịch HĐND tỉnh Cà Mau.